# Copa Itália de Voleibol Masculino de 2023–24
A Copa Itália de Voleibol Masculino de 2023–24, oficialmente Del Monte Coppa Italia 2023–24 por motivos de patrocínio, foi a 46.ª edição desta competição organizada anualmente pela Lega Pallavolo Serie A, consórcio de clubes filiado à Federação Italiana de Voleibol (FIPAV) que ocorreu de 3 a 28 de janeiro de 2024, e contou com a presença de oito equipes italianas.
A equipe do Sir Safety Susa Perugia conquistou seu quarto título, superando o Mint Vero Volley Monza com uma vitória por 3 sets a 1. O ponteiro ucraniano Oleh Plotnytskyi, que marcou 14 pontos na partida final, foi eleito o melhor jogador da competição.

## Regulamento
Participaram do torneio as oito melhores equipes do primeiro turno da SuperLega de 2023–24. O torneio foi divido nas fases quartas de finais, semifinais e final, com as partidas das quartas de finais sendo realizadas com mando de quadra da equipe melhor classificada no campeonato italiano.

## Equipes participantes
As seguintes equipes se qualificaram para a Copa Itália de 2023–24.
| Equipe                       | Classificação                                 |
| ---------------------------- | --------------------------------------------- |
| Sir Safety Susa Vim Perugia  | 2.º no primeiro turno da SuperLega de 2023–24 |
| Cucine Lube Civitanova       | 5.º no primeiro turno da SuperLega de 2023–24 |
| Valsa Group Modena           | 7.º no primeiro turno da SuperLega de 2023–24 |
| Rana Verona                  | 8.º no primeiro turno da SuperLega de 2023–24 |
| Gas Sales Bluenergy Piacenza | 3.º no primeiro turno da SuperLega de 2023–24 |
| Itas Trentino                | 1.º no primeiro turno da SuperLega de 2023–24 |
| Allianz Milano               | 6.º no primeiro turno da SuperLega de 2023–24 |
| Mint Vero Volley Monza       | 4.º no primeiro turno da SuperLega de 2023–24 |

## Resultados
|  | Quartas de final             | Quartas de final                    |                                     |   | Semifinais | Semifinais |  |  | Final | Final |
|  |                              |                                     |                                     |   |            |            |  |  |       |       |
|  | 3 de janeiro – Trento        |                                     |                                     |   |            |            |  |  |       |       |
|  |                              |                                     |                                     |   |            |            |  |  |       |       |
|  | Itas Trentino                | 3                                   |                                     |   |            |            |  |  |       |       |
|  | Itas Trentino                | 3                                   | 27 de janeiro – Casalecchio di Reno |   |            |            |  |  |       |       |
|  | Rana Verona                  | 0                                   |                                     |   |            |            |  |  |       |       |
|  | Rana Verona                  | 0                                   | Itas Trentino                       | 2 |            |            |  |  |       |       |
|  | 3 de janeiro – Monza         |                                     | Itas Trentino                       | 2 |            |            |  |  |       |       |
|  |                              | Mint Vero Volley Monza              | 3                                   |   |            |            |  |  |       |       |
|  | Mint Vero Volley Monza       | Mint Vero Volley Monza              | 3                                   | 3 |            |            |  |  |       |       |
|  | Mint Vero Volley Monza       |                                     | 28 de janeiro – Casalecchio di Reno | 3 |            |            |  |  |       |       |
|  | Cucine Lube Civitanova       | 1                                   |                                     |   |            |            |  |  |       |       |
|  | Cucine Lube Civitanova       | 1                                   | Mint Vero Volley Monza              | 1 |            |            |  |  |       |       |
|  | 4 de janeiro – Perúgia       |                                     | Mint Vero Volley Monza              | 1 |            |            |  |  |       |       |
|  |                              | Sir Safety Susa Vim Perugia         | 3                                   |   |            |            |  |  |       |       |
|  | Sir Safety Susa Vim Perugia  | Sir Safety Susa Vim Perugia         | 3                                   | 3 |            |            |  |  |       |       |
|  | Sir Safety Susa Vim Perugia  | 27 de janeiro – Casalecchio di Reno |                                     | 3 |            |            |  |  |       |       |
|  | Valsa Group Modena           | 0                                   |                                     |   |            |            |  |  |       |       |
|  | Valsa Group Modena           | 0                                   | Sir Safety Susa Vim Perugia         | 3 |            |            |  |  |       |       |
|  | 3 de janeiro – Placência     |                                     | Sir Safety Susa Vim Perugia         | 3 |            |            |  |  |       |       |
|  |                              | Allianz Milano                      | 2                                   |   |            |            |  |  |       |       |
|  | Gas Sales Bluenergy Piacenza | Allianz Milano                      | 2                                   | 2 |            |            |  |  |       |       |
|  | Gas Sales Bluenergy Piacenza |                                     |                                     | 2 |            |            |  |  |       |       |
|  | Allianz Milano               | 3                                   |                                     |   |            |            |  |  |       |       |
|  | Allianz Milano               | 3                                   |                                     |   |            |            |  |  |       |       |

- Todas as partidas em horário local.

### Quartas de final
| Data  | Hora  |                              | Placar |                        | Set 1 | Set 2 | Set 3 | Set 4 | Set 5 | Total   | Relatório |
| ----- | ----- | ---------------------------- | ------ | ---------------------- | ----- | ----- | ----- | ----- | ----- | ------- | --------- |
| 3 jan | 20:00 | Mint Vero Volley Monza       | 3–1    | Cucine Lube Civitanova | 31–33 | 25–20 | 25–15 | 25–23 |       | 106–91  | Relatório |
| 3 jan | 20:30 | Itas Trentino                | 3–0    | Rana Verona            | 25–14 | 25–19 | 25–23 |       |       | 75–56   | Relatório |
| 3 jan | 20:30 | Gas Sales Bluenergy Piacenza | 2–3    | Allianz Milano         | 16–25 | 25–20 | 21–25 | 25–22 | 20–22 | 107–114 | Relatório |
| 4 jan | 20:30 | Sir Safety Susa Vim Perugia  | 3–0    | Valsa Group Modena     | 25–22 | 25–16 | 25–18 |       |       | 75–56   | Relatório |

### Semifinais
| Data   | Hora  |                             | Placar |                        | Set 1 | Set 2 | Set 3 | Set 4 | Set 5 | Total  | Relatório |
| ------ | ----- | --------------------------- | ------ | ---------------------- | ----- | ----- | ----- | ----- | ----- | ------ | --------- |
| 27 jan | 16:00 | Itas Trentino               | 2–3    | Mint Vero Volley Monza | 25–23 | 13–25 | 25–23 | 23–25 | 9–15  | 95–111 | Relatório |
| 27 jan | 18:30 | Sir Safety Susa Vim Perugia | 3–2    | Allianz Milano         | 20–25 | 25–23 | 25–15 | 23–25 | 15–11 | 108–99 | Relatório |

### Final
| Data   | Hora  |                             | Placar |                        | Set 1 | Set 2 | Set 3 | Set 4 | Set 5 | Total | Relatório |
| ------ | ----- | --------------------------- | ------ | ---------------------- | ----- | ----- | ----- | ----- | ----- | ----- | --------- |
| 28 jan | 15:45 | Sir Safety Susa Vim Perugia | 3–1    | Mint Vero Volley Monza | 22–25 | 25–21 | 25–15 | 25–23 |       | 97–84 | Relatório |

## Classificação final
| Posição      | Equipe                       |
| ------------ | ---------------------------- |
| Campeão      | Sir Safety Susa Vim Perugia  |
| Vice-campeão | Mint Vero Volley Monza       |
| 3            | Allianz Milano               |
| 3            | Itas Trentino                |
| 5            | Cucine Lube Civitanova       |
| 5            | Gas Sales Bluenergy Piacenza |
| 5            | Rana Verona                  |
| 5            | Valsa Group Modena           |

| Copa Itália de 2023–24                           |
| ------------------------------------------------ |
| Campeão Sir Safety Susa Vim Perugia (4.º título) |

| Elenco |
| --- |
| Davide Candellaro, Tim Held, Simone Giannelli, Jesús Herrera, Alessandro Toscani, Wilfredo León, Wassim Ben Tara, Sebastián Solé, Massimo Colaci, Flávio Gualberto, Kamil Semeniuk, Oleh Plotnytskyi, Roberto Russo, Gregor Ropret |
| Técnico |
| Angelo Lorenzetti |